# Vaulx-Milieu
Vaux-Milieu ist eine französische Gemeinde mit 2.495 Einwohnern (Stand: 1. Januar 2022) im Département Isère in der Region Auvergne-Rhône-Alpes; sie gehört administrativ zum Arrondissement La Tour-du-Pin und ist Teil des Kantons L’Isle-d’Abeau. Die Einwohner werden Vaulxois(es) genannt.

## Geografie
Vaulx-Milieu befindet sich etwa dreißig Kilometer ostsüdöstlich von Lyon am Fluss Bourbre. Sie wird umgeben von den Nachbargemeinden Frontonas im Norden, L’Isle-d’Abeau im Osten, Four im Süden sowie Villefontaine im Westen.
Durch die Gemeinde führt die Autoroute A43.

## Bevölkerungsentwicklung
| Jahr                       | 1962 | 1968 | 1975 | 1982 | 1990 | 1999 | 2006 | 2017 |
| -------------------------- | ---- | ---- | ---- | ---- | ---- | ---- | ---- | ---- |
| Einwohner                  | 609  | 641  | 672  | 1443 | 2153 | 2216 | 2069 | 2553 |
| Quellen: Cassini und INSEE |      |      |      |      |      |      |      |      |

## Sehenswürdigkeiten
- Kirche Sainte-Madeleine

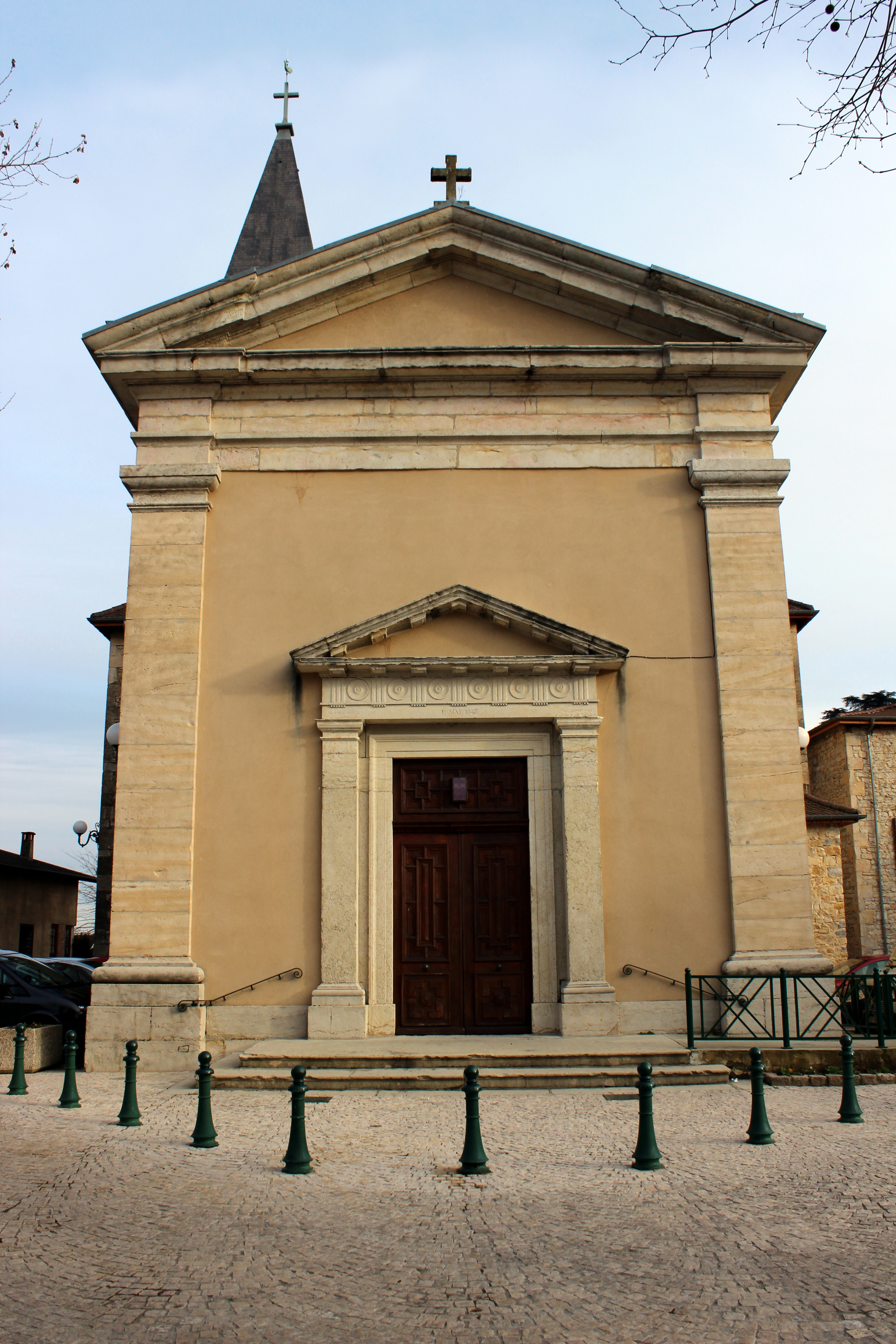
Kirche Sainte-Madeleine

- Reste des Turms der Templer, Ruine der früheren Tempelritterkommandantur, die ab 1130 bestand
- Herrenhaus von Montbaly